# 本保県
本保県（ほんぼけん）は、1868年（慶応4年）に越前国内の幕府領・旗本領を管轄するために明治政府によって設置された県。管轄地域は現在の福井県嶺北および敦賀市に分布している。

## 概要
越前国には福井藩とその支藩や幕府領、旗本領、国外の大名の領地もあり、多数の領主によって分割統治される状態が明治まで続いた。幕府領・旗本領は頻繁に管轄が変更され、複雑な統治形態であったが、幕末には本保代官所・福井藩預地・飛騨郡代に集約された。幕末の本保代官所は飛騨郡代の管轄下にあった。明治3年（1870年）に明治政府は本保陣屋に本保県を設置したが、明治4年（1871年）の廃藩置県後の第1次府県統合により廃止された。

## 沿革
- 慶応4年2月3日（1868年3月1日） - 福井藩が越前国内の代官支配地取締を命じられる。
- 明治3年12月22日（1871年2月11日） - 明治政府が本保代官所が置かれた越前国丹生郡本保村（現在の福井県越前市本保町18）にあった本保陣屋に本保県を設置。
- 明治4年11月20日（1871年12月31日） - 第1次府県統合により、敦賀郡・今立郡・南条郡の管轄地域が敦賀県、丹生郡・坂井郡・大野郡の管轄地域が福井県（第1次）の管轄となる。同日本保県廃止。

## 管轄地域
詳細は各郡の項目を参照。
- 越前国
  - 敦賀郡のうち
  - 丹生郡のうち
  - 今立郡のうち
  - 大野郡のうち
  - 坂井郡のうち
  - 南条郡のうち

## 歴代知事
- 明治3年12月22日（1871年2月11日） - 明治4年1月14日（1871年3月4日） ： 不在
- 明治4年1月14日（1871年3月4日） - 明治4年3月2日（1871年4月21日） ： 権知事・小原忠寛（前大垣県大参事、元大垣藩士）
- 明治4年3月2日（1871年4月21日） - 明治4年11月20日（1871年12月31日） ： 不在